# Усть-Мурза
Усть-Мурза — село в Шемышейском районе Пензенской области России. Входит в состав Усть-Узинского сельсовета.

## География
Село находится на юго-востоке центральной части Пензенской области, в пределах северного склона холмистой Хвалынской гряды, в лесостепной зоне, на берегах реки Кулы, к востоку от автодороги 58К-161, на расстоянии примерно 10 километров (по прямой) к северо-западу от Шемышейки, административного центра района. Абсолютная высота — 193 метра над уровнем моря.

### Климат
Климат характеризуется как умеренно континентальный. Средняя температура воздуха самого тёплого месяца (июля) — 20 °C (абсолютный максимум — 38 °C); самого холодного (января) — −19 °C (абсолютный минимум — −44 °C). Безморозный период длится 126 дней. Период активной вегетации составляет 135—145 дней. Годовое количество атмосферных осадков — 490 мм, из которых большая часть выпадает в тёплый период. Снежный покров держится в течение 149 дней.

### Часовой пояс
Село Усть-Мурза, как и вся Пензенская область, находится в часовой зоне МСК (московское время). Смещение применяемого времени относительно UTC составляет +3:00.

## Население
| 1747  | 1762  | 1795  | 1859 | 1877 | 1897  | 1911  |
| ----- | ----- | ----- | ---- | ---- | ----- | ----- |
| 296   | ↗332  | ↗356  | ↗641 | ↗730 | ↗1078 | ↗1471 |
| 1914  | 1926  | 1930  | 1939 | 1959 | 1979  | 1989  |
| ↘1451 | ↘1447 | ↗1568 | ↘659 | ↘582 | ↘366  | ↘316  |
| 1996  | 2002  | 2010  |      |      |       |       |
| ↘294  | ↘253  | ↗276  |      |      |       |       |

### Национальный состав
Согласно результатам переписи 2002 года, в национальной структуре населения мордва составляла 89 %.